# Curalha
Curalha ist eine Gemeinde (Freguesia) im portugiesischen Kreis (Concelho) von Chaves. In ihr leben 416 Einwohner (Stand 19. April 2021).

## Geografie
Der Ort liegt oberhalb des Flusses Tâmega in der rauen, abwechslungsreichen Landschaft der nordportugiesischen Region von Alto Trás-os-Montes. Curalha ist 7 km südwestlich von der Kreisstadt Chaves, und etwa 50 km nördlich von der Distrikthauptstadt Vila Real entfernt.

## Geschichte
Ausgrabungen belegen eine menschliche Besiedlung des heutigen Gemeindegebietes mindestens seit der Eisenzeit. Herausragendes Denkmal dieser Zeit ist das vermutlich bereits in vorrömischer Zeit gegründete Castro da Curalha, das auch in römischer Zeit weiter besiedelt wurde. Seit dem 17. Jahrhundert ist der Ort eine eigenständige Gemeinde.
Der Filmregisseur Manoel de Oliveira drehte hier 1959 einen Dokumentarfilm (O Pão, dt.: Das Brot) und entschloss sich, unter dem Eindruck der starken, hier lebendig gebliebenen Traditionen, zu seinem ersten Spielfilm nach längerer Pause. Der so entstandene O Acto da Primavera (dt.: Der Akt des Frühlings, dt. Titel: Der Leidensweg Jesu in Curalha) gewann eine Goldmedaille beim Filmfestival von Siena und begründete die zukünftige internationale Orientierung Oliveiras.

## Kultur und Sehenswürdigkeiten
Neben den Ausgrabungen aus keltiberischer und römischer Zeit stehen weitere, verschiedene andere Bauwerke in der Gemeinde unter Denkmalschutz, so eine im 17. Jahrhundert errichtete, seit dem Umbau im 18. Jahrhundert manieristische Elemente zeigende Kirche, eine Wassermühle, die 1910 auf Grundlage einer früheren Mühle aus dem 18. Jahrhundert erbaut wurde, und eine Brunnenanlage aus dem 19. Jahrhundert. Sehenswert sind zudem der Bahnhof und die Eisenbahnbrücke über den Rio Tâmega.